# Joske Van Santberghe
Joske Van Santberghe (* 8. August 1949) ist eine ehemalige belgische Mittel- und Langstreckenläuferin.
Von 1971 bis 1974 wurde sie viermal in Folge belgische Meisterin im Crosslauf, und 1971 errang sie den nationalen Titel im 1500-Meter-Lauf.
Nach drei Teilnahmen im Cross der Nationen (14. Platz 1970; 55. Platz 1971; vierter Platz 1972) feierte sie ihren größten internationalen Erfolg bei den ersten Crosslauf-Weltmeisterschaften 1973 in Waregem mit dem Gewinn der Bronzemedaille. Im Jahr darauf wurde sie bei den Crosslauf-WM in Monza Elfte.
Joske Van Santberghe startete für den Daring Club Leuven Atletiek (DCLA).